# モノブック
モノブックは音響制作を中心に活動する、現代音楽作曲家、須山真怜主宰のコンテンポラリー・ダンスアートプロジェクト。プロジェクトの創始は2003年10月。2006年からギャラリー等の音響制作を手掛ける他、女性ボーカリストであるジェシカとのポストロックユニット・ガタリ、コンテンポラリー・ダンスユニットのユードリナの音響制作などの活動を展開する。ウェブサイトのデザイン・制作も行っている。作品はクラシック音楽からエレクトロニカまで幅広く、緻密で透明感のある音の構成が特徴。イラストレーターの宇野亜喜良は、モノブックの音楽を「シュルレアリスムに倣って言えば、この音楽は手術台の上のバオバブの樹と新聞紙の出会いである。そこには悠久の自然と現代のコレスポンダンスがあり、風に共鳴する風景がある」と評している。

## 主な作品
- 『恋愛 L'amour』（2006年エクリレコード）
- 『文芸風狂』（2006年エクリレコード）